# Книга и революция
«Книга и революция» — ежемесячный критико-библиографический журнал. Выходил в петроградском Госиздате в 1920—1923 годах.
В редколлегию первоначально входили М. К. Лемке (фактический главный редактор), В. А. Быстрянский, И. И. Ионов, а после ухода Лемке в 1921 году — К. А. Федин.
Первый номер вышел в июле 1920. Хотя журнал был заявлен как ежемесячный, за три года вышло всего 23 номера, в том числе пять сдвоенных.
В программной редакционной статье указывалось:
Давая журналу название «Книга и революция», редакция имела в виду оттенить основную мысль, отражённую в этом связном понятии. Книга как символ науки, литературы, искусства, техники и жизни новой эпохи 1917—1920 годов, времени новой, свободной, социалистической России. В наше поле зрения входит всякая книга, всякое издание по любому вопросу и явлению, — мы хотим исчерпать всё, что напечатано в пределах указанных лет.
Уже за первый год издания, с июля 1920 по июнь 1921, были помещены рецензии и отзывы на 1138 изданий. В каждом номере принимало участие более ста авторов. Помимо большевиков (А. Луначарский, Н. Мещеряков, Ю. Стеклов) в журнале печатались Р. Иванов-Разумник, Н. Лосский, А. Волынский. И. Д. Галактионов вёл отдел «Книжное дело», Р. Гольдарбейтер писал о библиотеках, Н. Лернер рецензировал книги по истории литературы, Ин. Оксёнов — новинки современной литературы.
Рецензии подразделялись по тематическим рубрикам, которых в каждом номере было 12-15, в том числе «Текущий момент», «Экономика», «Наша революция», «История революционного движения в России», «Русская история», «История Европы», «Беллетристика», «История русской литературы», «Философия», «Искусство», «Старая и новая школа», «Точные науки», «Журналистика», «Военное дело», «Детская литература» и т. д.
Журнал был закрыт в 1923 году на 4-м номере.
Под тем же названием в 1929—1930 годах выходил двухнедельный журнал политики, культуры, критики и библиографии под редакцией П. Керженцева.